# Fortaleza Esporte Clube (handebol)
O Handebol do Fortaleza Esporte Clube é uma equipe de handebol brasileiro do clube poliesportivo de mesmo nome, sediado na cidade de Fortaleza, no Ceará.

## História

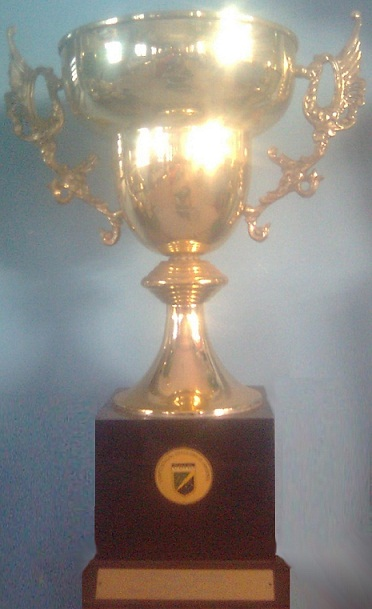
Troféu de Campeão Brasileiro de Handebol Feminino

O handebol do clube teve sua origem na década de 1970, voltando a disputar as competições oficiais a partir de 2001, sendo uma equipe tradicional na Região Nordeste e conquistando vários títulos estaduais, regionais e até nacional, no qual o clube em 2001, conquistou a medalha de ouro do Campeonato Brasileiro Adulto Feminino de Clubes da Primeira Divisão, disputado em Aracaju e em 2004 o Masculino.
A equipe do técnico Alex Dourado treina no Instituto Federal de Educação, Ciência e Tecnologia do Ceará. Em 2008, a atleta do tricolor Emanuelle conquistaria o mundial pela Seleção Brasileira de Handebol Feminino, comandada pela técnica Cláudia Monteiro. Em 2013, o Ponta Wendel da equipe tricolor é convocado para Seleção Brasileira de Handebol.  Em 2015, conquista a I Copa Superação de Handebol no feminino.

## Ginásio
O Centro de Formação Olímpica e Paralímpica (CFOP) está localizado ao lado da Arena Castelão, na Avenida Alberto Craveiro. O ginásio faz parte do complexo de excelência esportiva do Brasil, tendo a capacidade de 17.100 pessoas.

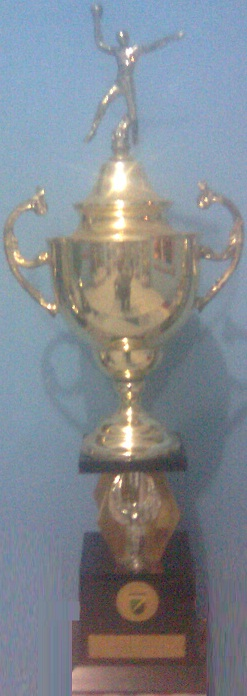
Troféu de Campeão Nordestino de Handebol

## Títulos

### Handebol Masculino
Em 2023, o time de handebol masculino do Fortaleza Esporte Clube conquistou o título da 11ª Copa Navegantes de Handebol, disputada em Jaguaribe-CE. Com diversos destaques individuais, o Tricolor de Aço se sagrou campeão invicto, com 100% de aproveitamento.
| Títulos do Handebol Masculino                                   | Títulos do Handebol Masculino       | Títulos do Handebol Masculino | Títulos do Handebol Masculino |
| Competição                                                      | Temporadas                          |                               |                               |
| --------------------------------------------------------------- | ----------------------------------- | ----------------------------- | ----------------------------- |
| Campeonato Brasileiro de Handebol Masculino da Primeira Divisão | 2004                                |                               |                               |
| Liga Nordeste Adulto                                            | 2010 e 2011                         |                               |                               |
| Campeonato Cearense Masculino                                   | 2008, 2010, 2011, 2012, e 2022      |                               |                               |
| Cearense Intermunicipal Indoor                                  | 2003 e 2005                         |                               |                               |
| Copa dos Campeões                                               | 2008 e 2011                         |                               |                               |
| Copa Navegantes de Handebol                                     | 2023 e 2025                         |                               |                               |
| Copa Metropolitana de Handebol Masculino                        | 2022 e 2023                         |                               |                               |
| Liga Capital de Handebol Masculino                              | 2023                                |                               |                               |
| Copa Cleiton Xavier                                             | 2022                                |                               |                               |
| Torneio Internacional Guianas Francesas                         | 2002                                |                               |                               |
| Taça Cidade de Fortaleza                                        | 2001, 2003, 2008, 2009, 2010 e 2011 |                               |                               |
| Copa Crateús                                                    | 2010 e 2011                         |                               |                               |
| Copa Juazeiro do Norte                                          | 2010 e 2011                         |                               |                               |
| Copa Natal                                                      | 2001                                |                               |                               |
| Copão Mossoró                                                   | 2002                                |                               |                               |
| Paraíba Cup                                                     | 2003                                |                               |                               |
| Taça Campina Grande Adulto                                      | 2002, 2008, 2009 e 2010             |                               |                               |
| - Título conquistado de forma invicta.                          |                                     |                               |                               |

### Handebol Feminino
Em 2020, as Leoas do Handebol consagraram-se octacampeãs consecutivas do Campeonato Cearense de Handebol (2013 - 2020), após terem vencido o Uniateneu por 32 a 17 na final, garantindo ao Fortaleza, a classificação para o Campeonato Brasileiro 2021. Em 2021, o Handebol Feminino do Fortaleza E.C. conquistou pela nona vez consecutiva o título de Campeão Cearense, no Ginásio Paulo Sarasate, derrotando a equipe do HCC/Uniateneu nos pênaltis.
| Campeonato Brasileiro de Handebol Feminino da Primeira Divisão | 2001                                                                                            |
| Liga Nordeste Adulto                                           | 2001 e 2015                                                                                     |
| Campeonato Cearense Feminino                                   | 2001, 2002, 2003, 2004, 2005, 2006, 2013, 2014, 2015, 2016, 2017, 2018, 2019, 2020, 2021 e 2023 |
| Cearense Intermunicipal                                        | 2001, 2002 e 2003                                                                               |
| Cearense Intermunicipal Indoor                                 | 2001, 2002 e 2003                                                                               |
| Copa Metropolitana                                             | 2020                                                                                            |
| Supercopa Rede Cuca                                            | 2020                                                                                            |
| Torneio Internacional Guianas Francesas                        | 2002                                                                                            |
| Taça Cidade de Fortaleza                                       | 2001, 2002 e 2003                                                                               |
| Copa Natal                                                     | 2001                                                                                            |
| Copão Mossoró                                                  | 2002 e 2003                                                                                     |
| Copa Superação de Quixadá                                      | 2019                                                                                            |
| Paraíba Cup                                                    | 2003                                                                                            |

### Categorias de base
| Títulos das Categorias de Base do Handebol      | Títulos das Categorias de Base do Handebol | Títulos das Categorias de Base do Handebol | Títulos das Categorias de Base do Handebol |
| Competição                                      | Temporadas                                 |                                            |                                            |
| ----------------------------------------------- | ------------------------------------------ | ------------------------------------------ | ------------------------------------------ |
| Cearense Júnior Masculino                       | 2007, 2006, 2012, 2013 e 2014              |                                            |                                            |
| Copa Metropolitana de Handebol Masculino Júnior | 2022                                       |                                            |                                            |
| Cearense Juvenil Masculino                      | 2004 e 2013                                |                                            |                                            |
| Cearense Cadete Masculino                       | 2004 e 2013                                |                                            |                                            |
| Cearense Infantil Masculino                     | 2002, 2004, 2013 e 2024                    |                                            |                                            |
| Taça Campina Grande Sub-21                      | 2010                                       |                                            |                                            |
| Taça Campina Grande Júnior                      | 2008                                       |                                            |                                            |
| - Título conquistado de forma invicta.          |                                            |                                            |                                            |

## Handebol de Areia

### Handebol de Areia Masculino
Em 2009, após o Campeonato Brasileiro de Handebol de Areia, disputado em João Pessoa/PB, o Fortaleza E.C/CEFET-CE ficou na sétima colocação, garantindo uma convocação dos atletas do tricolor para a primeira fase de treinamentos da Seleção Brasileira de Handebol de Areia que disputará o Mundial da China, do mesmo ano.
O handebol de areia do clube começou a disputar competições oficiais a partir de 2001, dentre os principais títulos destacam-se:

#### Regionais
- Copa Paraíba de Beach Handebol: 2001
- 3ª etapa do Circuito Brasileiro de Hand Beach Masculino: 2010

#### Estaduais
- Campeão Cearense Masculino Adulto: 2001, 2002, 2005, 2007, 2008, 2009 e 2010
- Campeão Cearense Intermunicipal Masculino (Indoor): 2003 e 2005
- Campeão da Seletiva Cearense para a 3ª Etapa do Circuito Brasileiro de Hand Beach Masculino: 2010
- Campeão do Fortaleza Verão de Handebol: 2001 e 2002
- Campeão da Copa SESC de Beach Handball: 2010
- Campeão da XI Taça Campina Grande de Handebol Júnior: 2008

### Handebol de Areia Feminino
- Campeão Cearense Feminino Adulto: 2002 e 2003
- Campeão Cearense Intermunicipal Feminino (Indoor): 2001, 2002 e 2003